# 西坂元町
西坂元町（にしさかもとちょう）は、鹿児島県鹿児島市の町。郵便番号は892-0863。人口は1,842人、世帯数は858世帯（2020年10月1日現在）。西坂元町の全域で住居表示を実施している。

## 地理
鹿児島市中北部に位置している。町域の全域が丘陵地上に造成された新興住宅地であり、傾斜地に多くの住宅がある。町域の北方に玉里団地、坂元町、南方に冷水町、下竜尾町、東方に上竜尾町、西方に玉里町、冷水町が接している。
町域の北端部には鹿児島市立鹿児島商業高等学校や鹿児島市立坂元台小学校が隣接して所在している。

## 歴史
1984年（昭和59年）1月30日に上之原団地、冷水団地において住居表示が実施されることとなった。それに伴い、町の区域の再編が実施されることとなり坂元町、冷水町及び下伊敷町の各一部より分割され「西坂元町」として設置された。また、同時に西坂元町の全域で住居表示が実施された。
翌年の1985年（昭和60年）には鹿児島市立坂元台小学校が西坂元町に設置された。

### 町域の変遷
| 実施後           | 実施年             | 実施前           |
| ---------------- | ------------------ | ---------------- |
| 西坂元町（新設） | 1984年（昭和59年） | 坂元町（一部）   |
| 西坂元町（新設） | 1984年（昭和59年） | 冷水町（一部）   |
| 西坂元町（新設） | 1984年（昭和59年） | 下伊敷町（一部） |

## 人口
以下の表は国勢調査による小地域集計が開始された1995年以降の人口の推移である。
| 年                 | 人口  |
| ------------------ | ----- |
| 1995年（平成7年）  | 2,248 |
| 2000年（平成12年） | 2,165 |
| 2005年（平成17年） | 2,174 |
| 2010年（平成22年） | 2,102 |
| 2015年（平成27年） | 1,993 |
| 2020年（令和2年）  | 1,842 |

## 施設

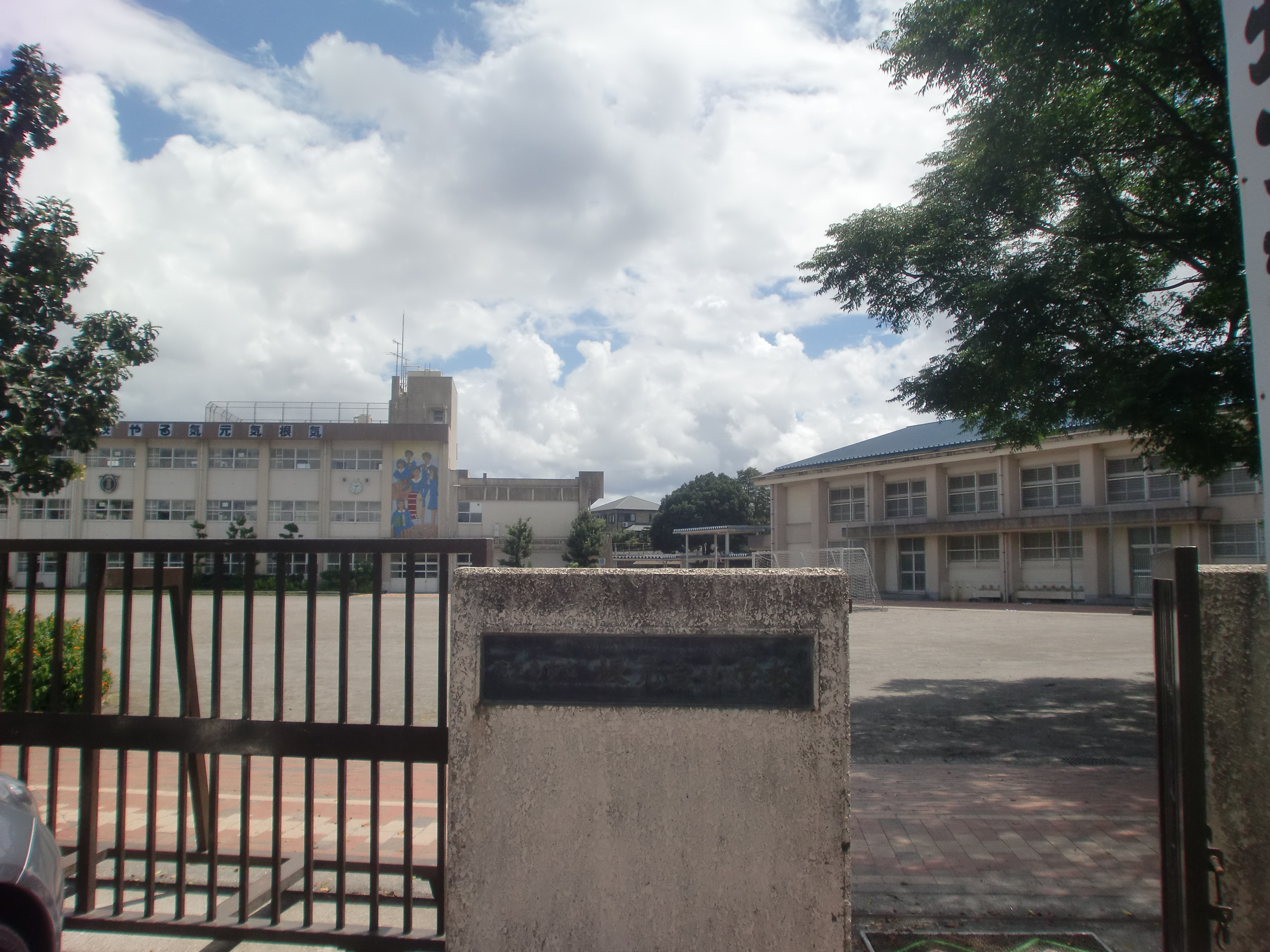
鹿児島市立坂元台小学校

### 公共
- 西坂元町公民館

### 教育
- 鹿児島商業高等学校[15]
- 鹿児島市立坂元台小学校[16]

## 小・中学校の学区
市立小・中学校に通う場合、学区（校区）は以下の通りとなる。
| 町丁     | 番・番地 | 小学校                 | 中学校               |
| -------- | -------- | ---------------------- | -------------------- |
| 西坂元町 | 全域     | 鹿児島市立坂元台小学校 | 鹿児島市立坂元中学校 |